# Synagoge (Bad Mergentheim)

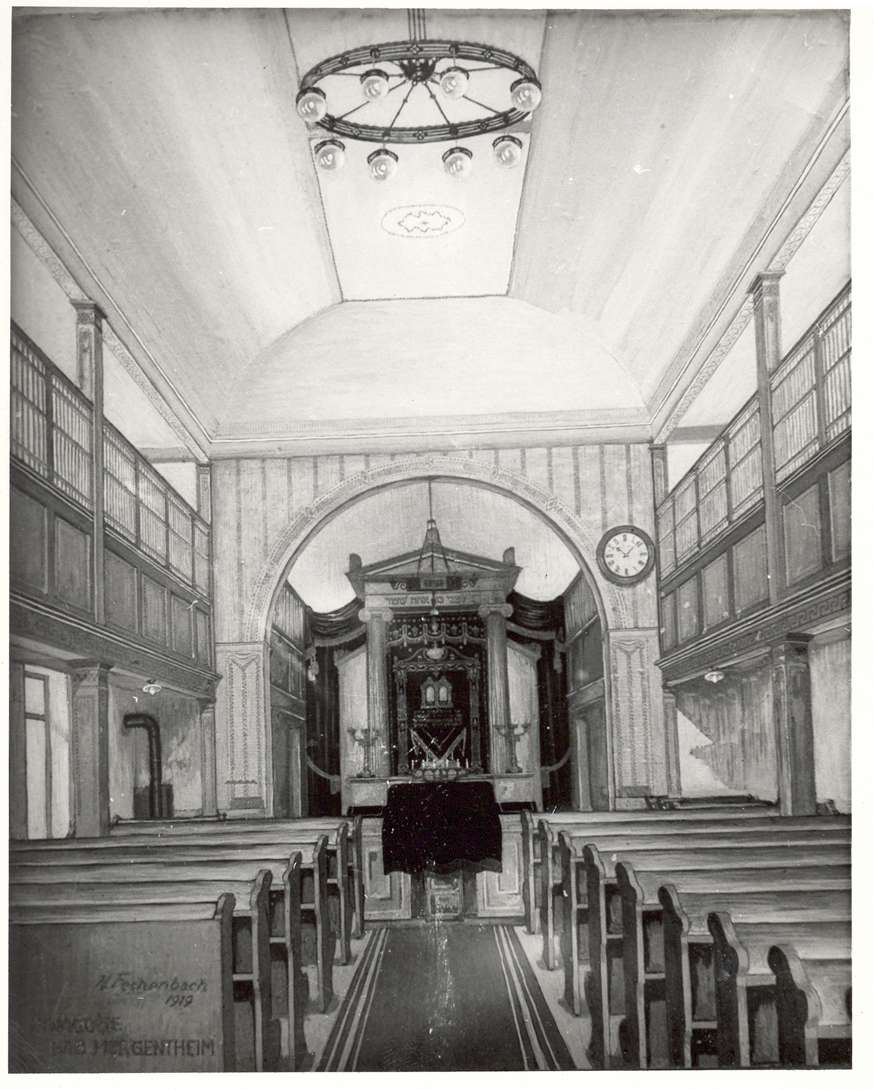
Innenansicht der Synagoge in Bad Mergentheim, Zeichnung von Hermann Fechenbach (1919), beim Landesarchiv Baden-Württemberg

Die ehemalige Synagoge in Bad Mergentheim (früher Mergentheim) wurde 1764 in der Holzapfelgasse 15 durch den jüdischen Finanzagenten des Deutschordens Baruch Simon erbaut. Ein Um- und Erweiterungsbau erfolgte im Jahre 1912. Beim Novemberpogrom 1938 geschändet wurde sie 1946 restauriert und 1957/1975 abgebrochen.

## Geschichte

### Betsaal im Haus Salomon (1656)
1656 befand sich ein Betsaal in dem Haus des Juden Salomon, wogegen der damalige Bürgermeister und der Stadtschreiber protestiert hatten. Von der Ordensregierung wurde trotzdem mit der Erneuerung des Schutzbriefes für den Juden Salomon am 1. Mai 1658 der unbeschränkte Gebrauch der Judenschule und des jüdischen Gottesdienstes in Bad Mergentheim erlaubt. 1728 baten die Juden in Mergentheim um die Erlaubnis den Betsaal zu erweitern, das Haus besaß inzwischen der Jude Wolf.

### Synagoge beim Haus Baruch Simon (1764)

#### Bau 1762–1764 und Erweiterung 1912
Die Synagoge in der Holzapfelgasse 15 in Bad Mergentheim wurde von Baruch Simon (* 1722 in Oedheim) erbaut, der das Grundstück mit Haus im Jahre 1759 von Georg Adam Pollack erwarb. Auf dem Gelände ließ Simon ein neues dreistöckiges herrschaftliches Haus mit einem schönen Einfahrtstor errichten und ersuchte im Jahre 1762 bei der Deutschordensregierung um Erlaubnis, im Hinterhof seines Hauses eine Synagoge bauen zu dürfen. Dagegen erhob der damalige katholische Stadtpfarrer Johann Nicolaus Kechel Einspruch. Dennoch erteilte die Deutschordensregierung am 22. September 1762 die Baugenehmigung, da Baruch Simon und sein Bruder Moses Simon als Finanzagenten des Deutschen Ordens tätig waren. 1764 war die Synagoge im Hinterhof fertiggestellt. Das Wohnhaus von Baruch Simon diente später als Rabbinerhaus. 1912 wurde die Synagoge im Jugendstil erweitert, sowie außen und innen umgebaut.

#### Schändung 1938
Im Pogrom am 10. November 1938 wurde die Synagoge aufgebrochen. Der Toraschrein wurde mit Schweinefleisch beschmiert, die Mikwe wurde als Kloake zweckentfremdet. Da jedoch die Gefahr bestand, dass durch Funkenflug ein benachbartes Gebäude in Mitleidenschaft gezogen werden könnte, wurde auf Brandstiftung verzichtet. Das Gebäude wurde 1943 an einen Kinobesitzer veräußert.

#### Restaurierung 1946
In der Nachkriegszeit wurde der Synagogenschlüssel an den amerikanischen Militärrabbiner Kahane überreicht, die Synagoge durch die Bemühungen von Julius Fechenbach rekonstruiert und am 15. September 1946 neu eingeweiht. Nach der Gründung des Staates Israel verzogen die jüdischen Displaced Persons, und die Synagoge musste 1949 wieder geschlossen werden.

#### Abbruch
Im Juli 1949 wurde der Bau der Jewish Restitution Successor Organization (JRSO) übertragen, die ihn am 17. November 1949 an eine Firma verkaufte, die ihn als Lager nutzte. 1956 erwarb das katholische Bistum Rottenburg das vollständig intakt gebliebene Synagogengebäude und ließ es gleich im darauffolgenden Jahr abbrechen, wobei das Rabbinerhaus jedoch erhalten blieb. 1964 schenkte das Bistum das Synagogengrundstück mit dem noch darauf stehenden Rabbinerhaus den Franziskanerinnen von Sießen, die auf ihm die Grundschule und Mädchenrealschule St. Bernhard erbauten. Das ehemalige Rabbinerhaus wurde 1975 abgerissen, dabei wurden jedoch der Torbogen mit dem ursprünglichen Torgitter geborgen. Diese wurden 1988 in die Vorderfront der St.-Bernhard-Realschule eingebaut.

## Gedenken
Eine bronzene Gedenktafel befindet sich im Hinterhof der Realschule St. Bernhard, anstelle des früheren Eingangs in die Synagoge. Um die Tafel ist mit rotem Sandstein die Fassade der früheren Synagoge abgebildet. Die Hinweis- und Gedenktafeln wurde 1983 erstmals errichtet und 2001 neu aufgestellt.